# Zapljevac
Zapljevac (cyr. Запљевац) – wieś w Bośni i Hercegowinie, w Republice Serbskiej, w gminie Novo Goražde. W 2013 roku liczyła 41 mieszkańców.